# 船堀駅
船堀駅（ふなぼりえき）は、東京都江戸川区船堀三丁目にある、東京都交通局（都営地下鉄）新宿線の駅である。駅番号はS 17。

## 歴史
- 1983年（昭和58年）12月23日：東大島駅から延伸した際の終着駅として開業[1][2]。
- 1986年（昭和61年）9月14日：篠崎駅までの延伸開業に伴い途中駅になる[3][4]。
- 2007年（平成19年）3月18日：ICカード「PASMO」の利用が可能となる[5]。
- 2015年（平成27年）3月24日：1番線ホーム上の待合室を使用開始[6]。

## 駅構造
相対式ホーム2面2線の高架駅。開業当時は終点駅だったが、構造上折り返し用のポイントなどが作れなかったため、東大島駅の引き上げ線をそのまま延伸して単線並列で東大島 - 当駅間を運行していた。地上と改札はスロープ、階段でつながっており、改札とホームはエレベーターでつながっている。ただし1番線は繋がっていない。
当駅の都営新宿線の江戸川区内各駅および本八幡駅に設置されている駅シンボルは、江戸川区の地場産業の金魚である。

### のりば
| 番線 | 路線       | 行先              |
| ---- | ---------- | ----------------- |
| 1    | 都営新宿線 | 新宿・ 京王線方面 |
| 2    | 都営新宿線 | 本八幡方面        |

（出典：都営地下鉄:駅構内図）

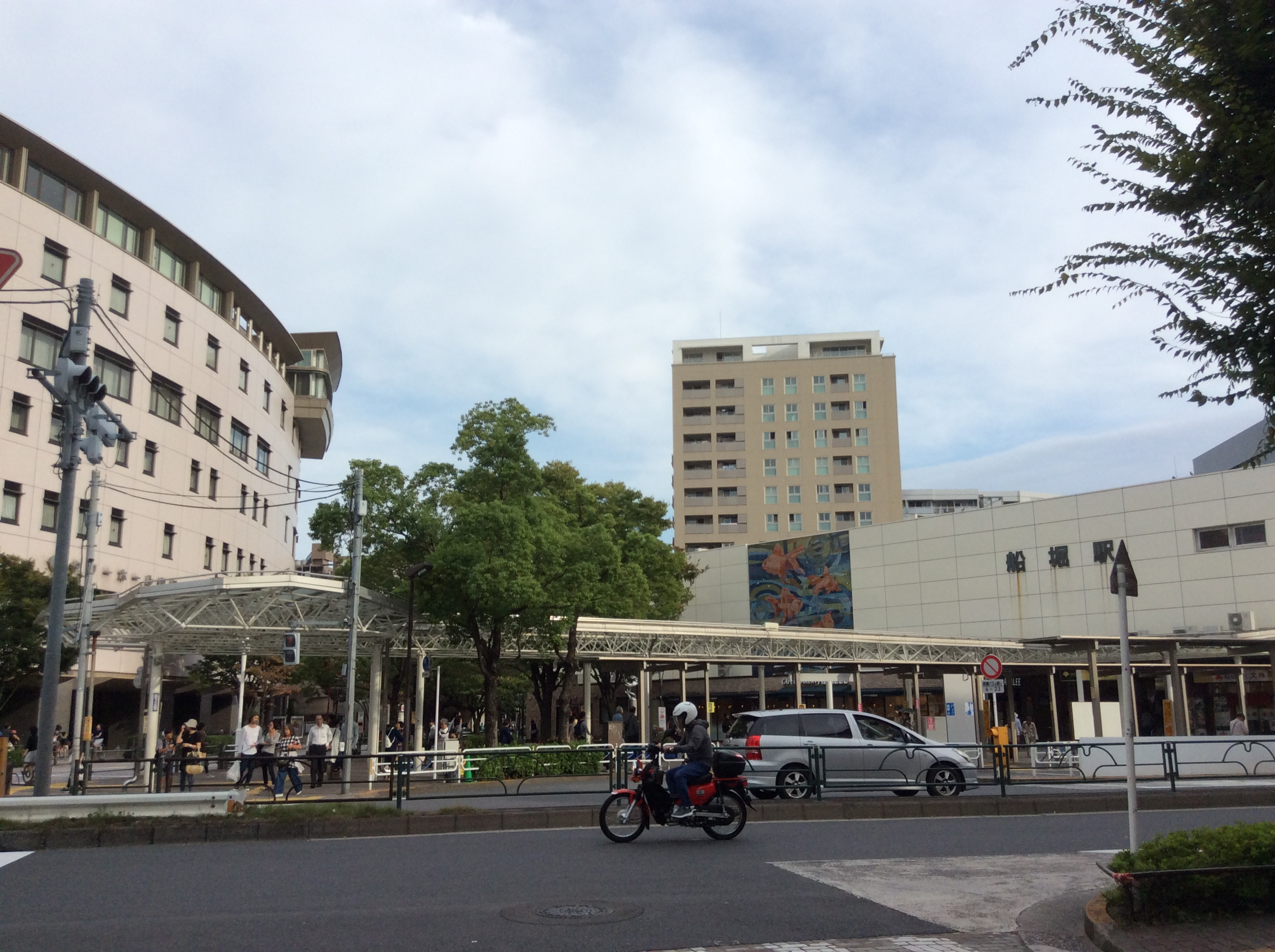
北口（2017年10月）
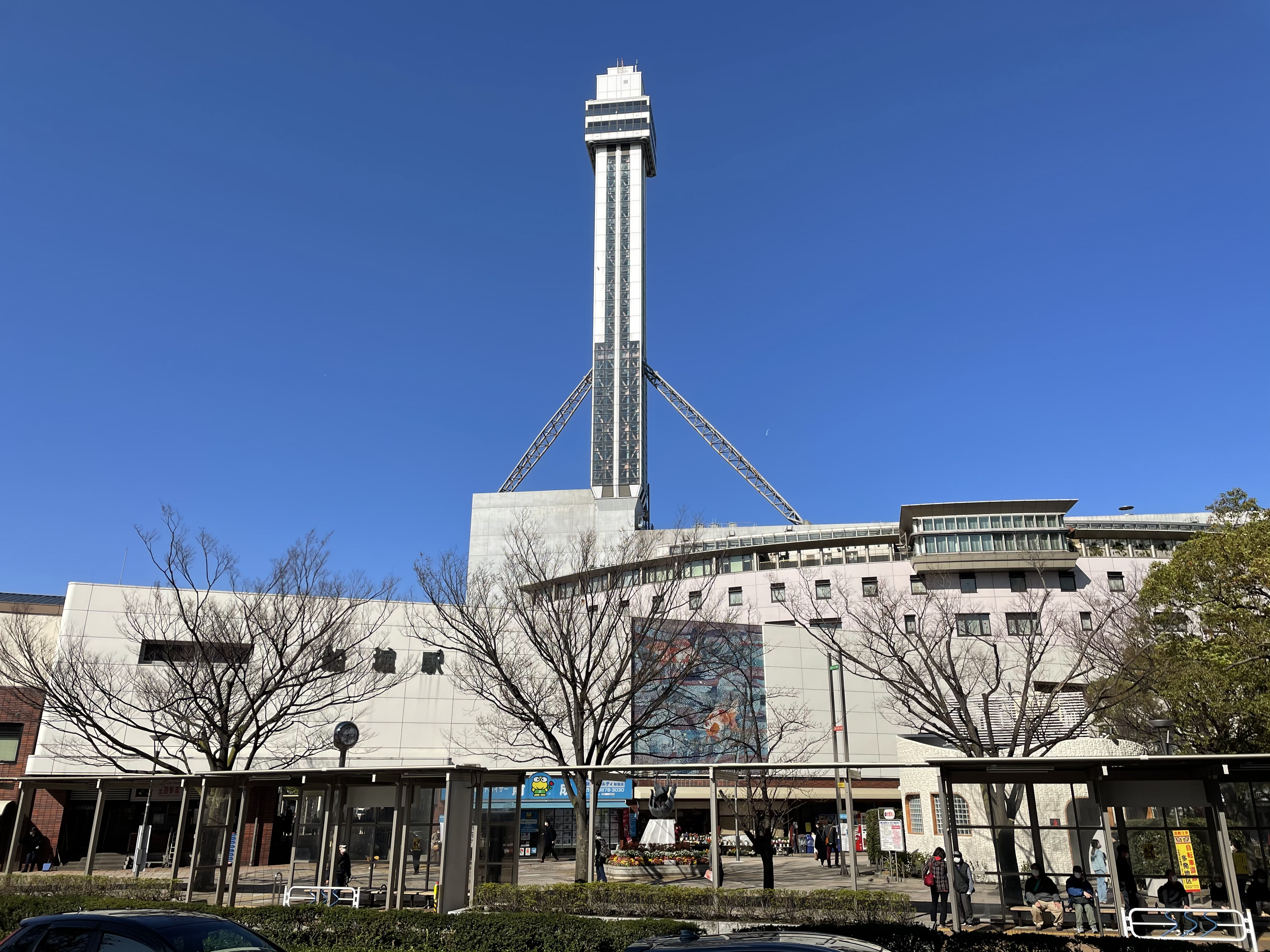
南口とタワーホール船堀（2021年3月）
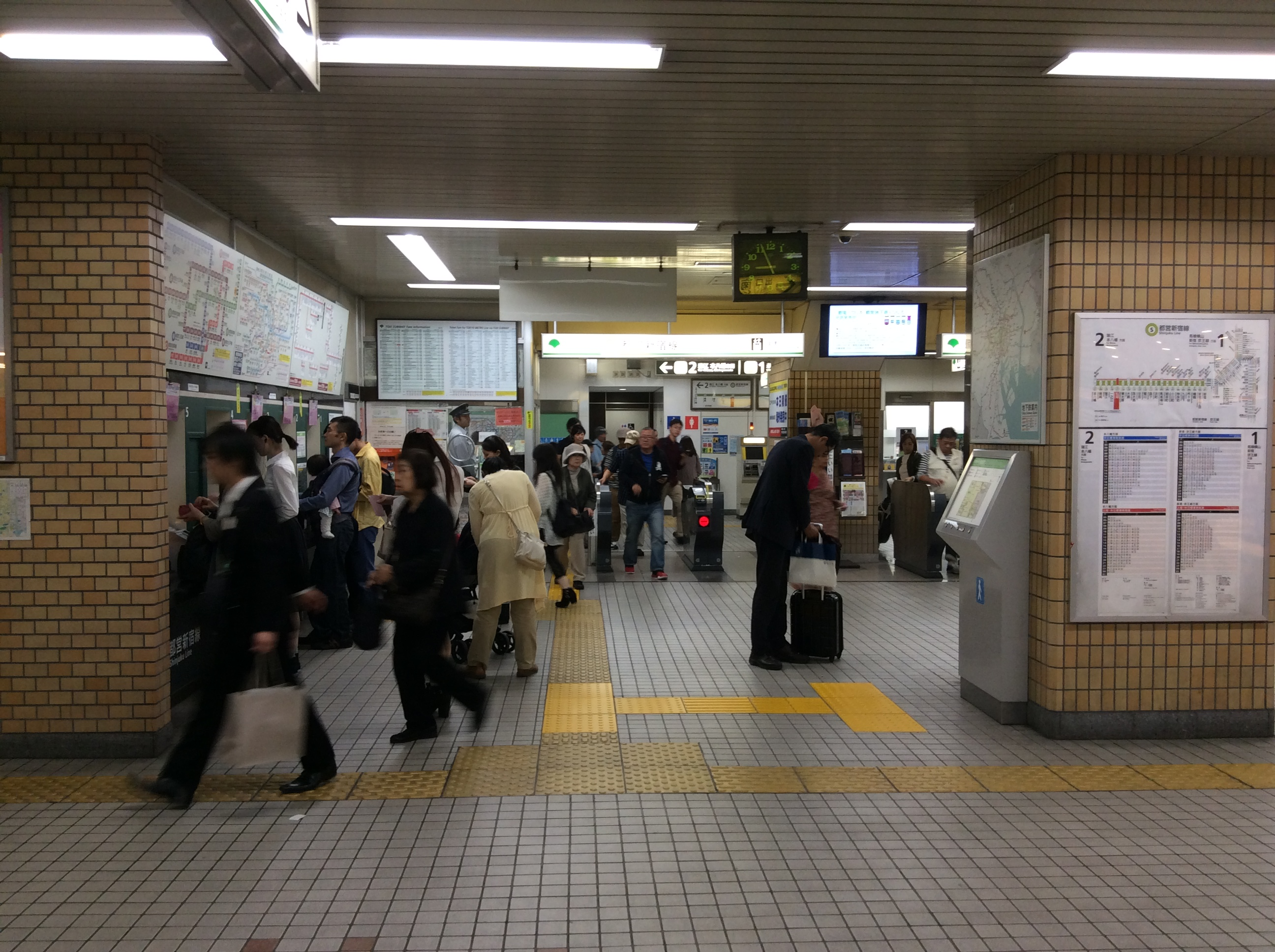
改札口（2017年10月）
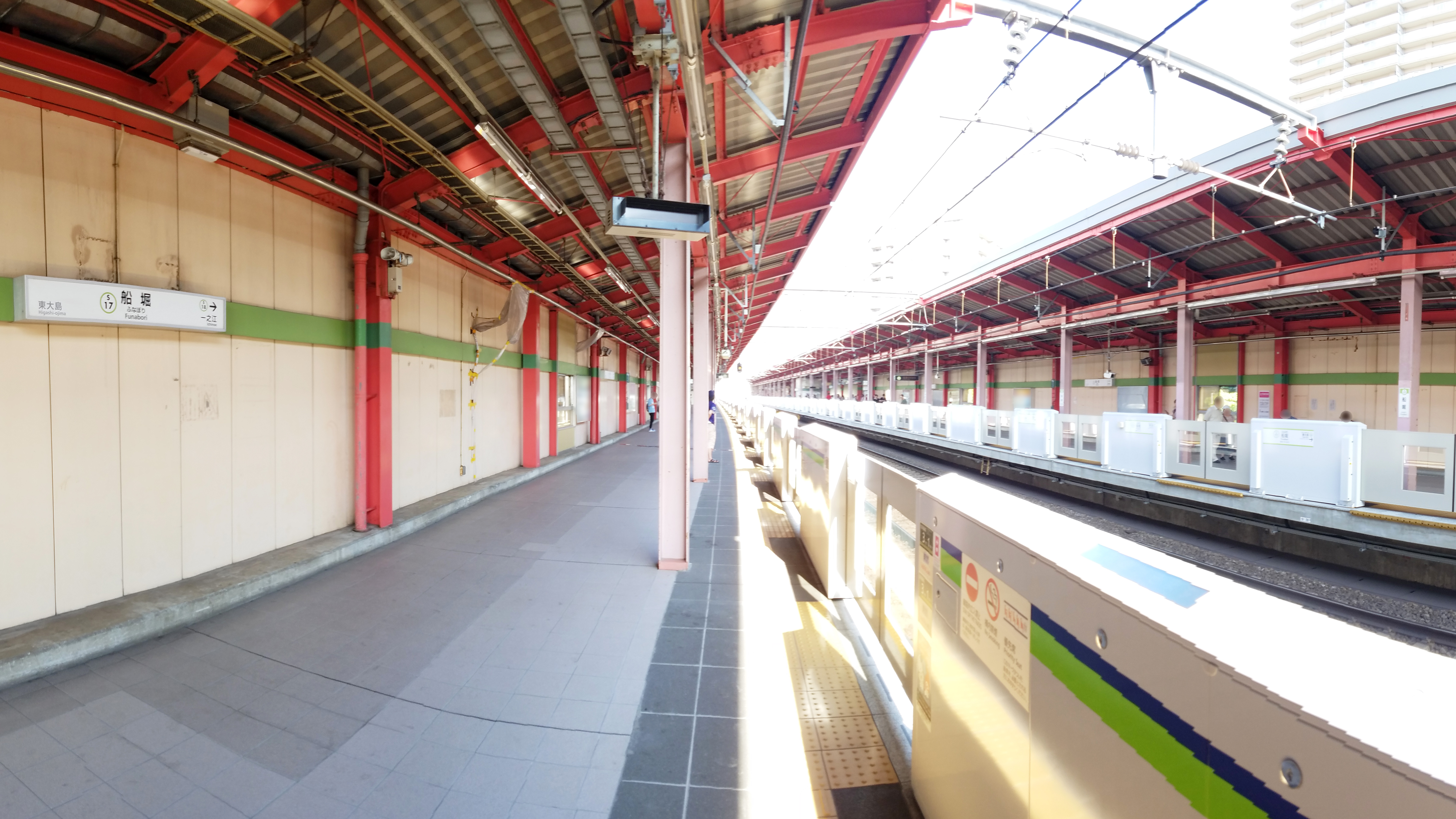
ホーム（2019年8月）
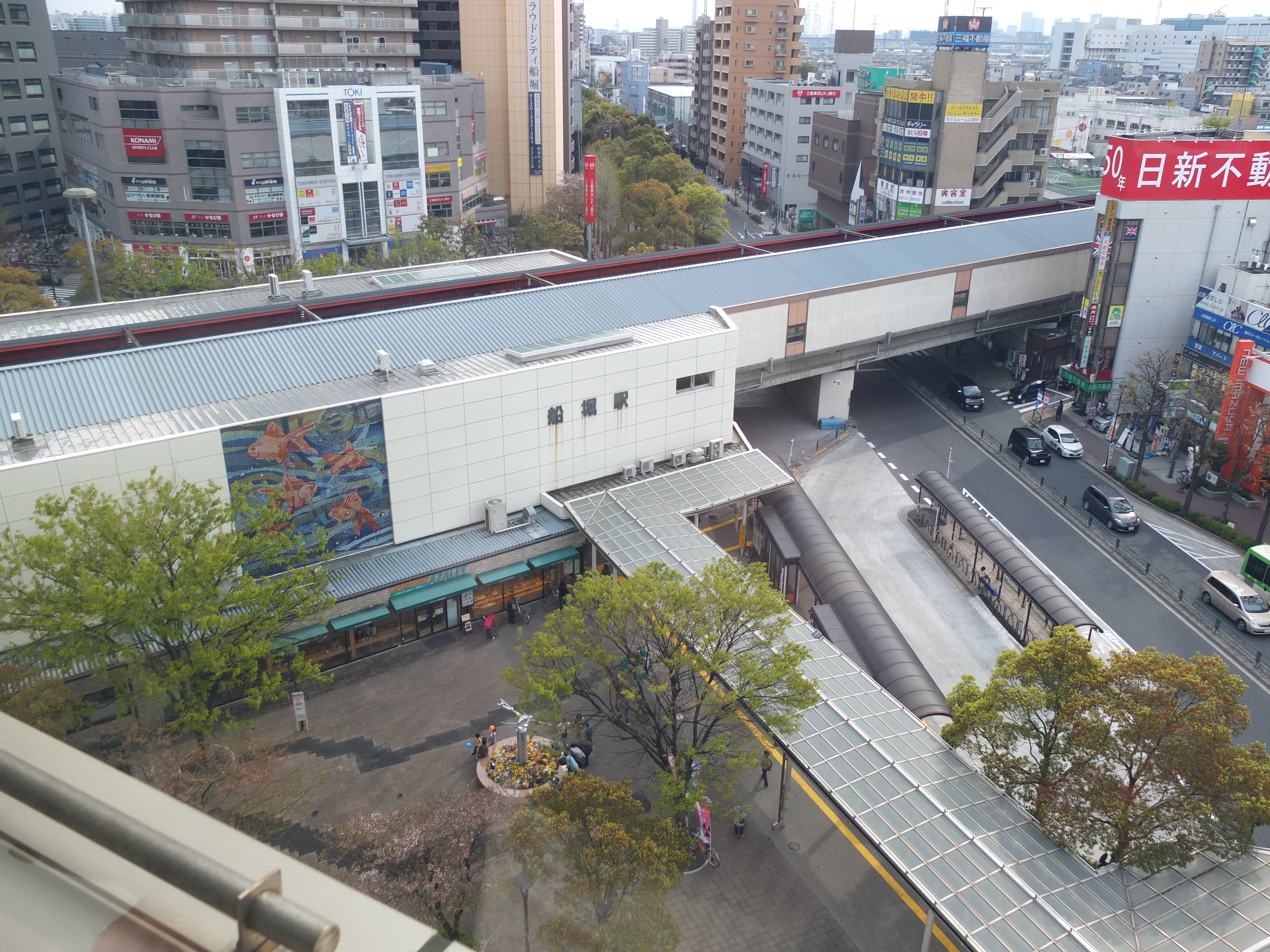
タワーホール船堀の展望台より周辺を望む（2012年4月）

## 利用状況
2023年（令和5年）度の1日平均乗降人員は56,792人（乗車人員：28,457人、降車人員：28,335人）である。
近年の1日平均乗降・乗車人員の推移は下表の通りである。
| 年度               | 1日平均 乗降人員 | 1日平均 乗車人員 | 出典       |
| ------------------ | ---------------- | ---------------- | ---------- |
| 1983年（昭和58年） |                  | 6,960            | [ * 1 ]    |
| 1984年（昭和59年） | 17,829           | 9,186            | [ * 2 ]    |
| 1985年（昭和60年） |                  | 11,479           | [ * 3 ]    |
| 1986年（昭和61年） |                  | 13,285           | [ * 4 ]    |
| 1987年（昭和62年） |                  | 13,855           | [ * 5 ]    |
| 1988年（昭和63年） |                  | 15,148           | [ * 6 ]    |
| 1989年（平成元年） |                  | 17,973           | [ * 7 ]    |
| 1990年（平成02年） |                  | 19,145           | [ * 8 ]    |
| 1991年（平成03年） |                  | 20,377           | [ * 9 ]    |
| 1992年（平成04年） |                  | 20,858           | [ * 10 ]   |
| 1993年（平成05年） |                  | 21,340           | [ * 11 ]   |
| 1994年（平成06年） |                  | 21,803           | [ * 12 ]   |
| 1995年（平成07年） |                  | 21,400           | [ * 13 ]   |
| 1996年（平成08年） |                  | 21,698           | [ * 14 ]   |
| 1997年（平成09年） |                  | 21,767           | [ * 15 ]   |
| 1998年（平成10年） |                  | 22,225           | [ * 16 ]   |
| 1999年（平成11年） |                  | 22,746           | [ * 17 ]   |
| 2000年（平成12年） |                  | 23,296           | [ * 18 ]   |
| 2001年（平成13年） |                  | 23,896           | [ * 19 ]   |
| 2002年（平成14年） | 48,744           | 24,731           | [ * 20 ]   |
| 2003年（平成15年） | 49,803           | 25,322           | [ * 21 ]   |
| 2004年（平成16年） | 50,610           | 25,716           | [ * 22 ]   |
| 2005年（平成17年） | 51,087           | 26,014           | [ * 23 ]   |
| 2006年（平成18年） | 52,046           | 26,429           | [ * 24 ]   |
| 2007年（平成19年） | 54,612           | 27,775           | [ * 25 ]   |
| 2008年（平成20年） | 55,370           | 28,093           | [ * 26 ]   |
| 2009年（平成21年） | 55,936           | 28,346           | [ * 27 ]   |
| 2010年（平成22年） | 56,521           | 28,587           | [ * 28 ]   |
| 2011年（平成23年） | 56,680           | 28,647           | [ * 29 ]   |
| 2012年（平成24年） | 57,279           | 28,877           | [ * 30 ]   |
| 2013年（平成25年） | 58,605           | 29,510           | [ * 31 ]   |
| 2014年（平成26年） | 58,715           | 29,529           | [ * 32 ]   |
| 2015年（平成27年） | 60,140           | 30,202           | [ * 33 ]   |
| 2016年（平成28年） | 61,509           | 30,874           | [ * 34 ]   |
| 2017年（平成29年） | 63,212           | 31,709           | [ * 35 ]   |
| 2018年（平成30年） | 64,560           | 32,364           | [ * 36 ]   |
| 2019年（令和元年） | 64,062           | 32,100           | [ * 37 ]   |
| 2020年（令和02年） | 48,301           | 24,236           | [ 都交 2 ] |
| 2021年（令和03年） | 50,855           | 25,543           | [ 都交 3 ] |
| 2022年（令和04年） | 53,981           | 27,095           | [ 都交 4 ] |
| 2023年（令和05年） | 56,792           | 28,457           | [ 都交 1 ] |

備考
1. ↑  開業日（12月23日）から翌年3月31日までの計100日間のを集計したデータ。

## 駅周辺
- 東京都道308号千住小松川葛西沖線（船堀街道）
- 東京都道・千葉県道50号東京市川線（新大橋通り）
- 中川
- 荒川
- 新川
- 船堀橋
- 首都高速中央環状線船堀橋出入口

### 北口
- タワーホール船堀（江戸川区総合区民ホール）
- イオンフードスタイル船堀店
- きらぼし銀行船堀支店
- 都営バス江戸川営業所東小松川分駐所
- 東京都水道局江戸川営業所
- 江戸川区立松江第一中学校
- 江戸川競艇場

### 南口
- 江戸川船堀郵便局
- 葛西警察署船堀交番
- 葛西消防署船堀出張所
- マックスバリュエクスプレス船堀駅前店
- いなげや江戸川船堀店
- 江戸川区立船堀小学校
- 江戸川区立船堀第二小学校
- 船堀スポーツ公園
- 一之江境川親水公園
- トキビル

## バス路線
最寄りのバス停留所は北口・南口にそれぞれ置かれている船堀駅前バス停となる。以下の路線バスが乗り入れ、東京都交通局により運行されている。
| のりば | 系統・行先                                                                                         | 備考                     |
| ------ | -------------------------------------------------------------------------------------------------- | ------------------------ |
| 1      | - 新小21・深夜12：新小岩駅前 - 新小21出入：東小松川車庫前 - 錦27-2：小岩駅前                       | 「深夜12」は平日のみ運行 |
| 2      | - 西葛26：葛西臨海公園駅前・西葛西駅前 - 船28：篠崎駅前 - 艇11（無料送迎バス）：ボートレース江戸川 | 「艇11」は不定期運行     |
| 3      | - 新小21：西葛西駅前 - 臨海22：臨海車庫                                                            |                          |
| 4      | 葛西24：なぎさニュータウン                                                                         |                          |
| 5      | 錦25：葛西駅前                                                                                     |                          |
| 6      | 錦25：錦糸町駅前・東小松川車庫前                                                                   |                          |

## 隣の駅
東京都交通局（都営地下鉄）
 都営新宿線
■急行
大島駅 (S 15) - 船堀駅 (S 17) - 本八幡駅 (S 21)
■各駅停車
東大島駅 (S 16) - 船堀駅 (S 17) - 一之江駅 (S 18)